# Gelasma costipicta
Gelasma costipicta är en fjärilsart som beskrevs av W. Warren 1903. Gelasma costipicta ingår i släktet Gelasma och familjen mätare. Inga underarter finns listade i Catalogue of Life.